# Vecsey Gyula
Vecsei, mihályházi és somló-aljai Vecsey Gyula (Tata, 1837. december 14.–Budapest, 1912. december 1.), Pest-Pilis-Solt-Kiskun vármegye tiszteletbeli főorvosa, a gödöllői császári és királyi palota-orvos.

## Családja és származása
A református vallású nemesi származású somló-aljai Vecsey család sarja. Atyja somló-aljai Vecsey Károly (1800-1865), Tata református lelkésze, anyja Tóth-Pápai Ágnes volt. Az apai nagyszülei somló-aljai Vecsey Miklós (1753–1820), Kocs református lelkésze, 1814 és 1820 között volt a tatai egyházmegye esperese és Soós Julianna. Az anyai nagyszülei Tóth-Pápay Pál (1783-1856), ácsi református lelkész, esperes, és Erős Mária voltak. Fivére Vecsey Sándor (1828-1888), költő, királyi táblai bíró.

## Élete
Alaptanulmányai után orvosi egyetemre járt. Fiatal korában a pesti Rókus kórház orvosa volt. 1869. január 14.-én dr. Vecsey Gyula gyakorló orvost Pest-Pilis-Solt-Kiskun vármegye tiszteletbeli főorvosává nevezték ki. 1898. április 9.-én az uralkodó a palota-orvosi címet adományozta; a gödöllői császári és királyi palota-orvos lett. 1911. áprilisában Vecsey Gyula dr. gödöllői járásorvos csaknem 40 évi szolgálat után nyugdíjba vonult. A gödöllői palotaorvosi állást dr. Tegze Lajos mellett látta el, majd nyugdíjba vonulása utána az utóbbi teljesen vette át Vecsey Gyulától.

## Házassága és gyermekei
1870. november 15-én Cegléden, feleségül vette a római katolikus nemesi származású persai Persay családból való persai Persay Vilma (Áporka, 1853. augusztus 17. – Budapest, 1915. szeptember 25.) kisasszonyt, akinek a szülei persai Persay János (1813–1870), áporkai földbirtokos és tornóczi Szalay Terézia (1818–1857) voltak. Az apai nagyszülei persai Persay Sándor (1788–1850), abonyi uradalmi ispán és brezányi Brezányi Zsuzsanna (1788–1830) voltak; az anyai nagyszülei tornóczi Szalay József (1782–1852), örkényi uradalmi ispán a gróf Grassalkovich családnál, tápióbicskei földbirtokos és a nemes Takáts másképp Deák családból való nemes Takáts Abigél Terézia (1795–1849) voltak. Persay Vilma bátyja ifjabb Persay János (1837–1899), áporkai földbirtokos; öccse persai Persay Gyula (1855–1924), novai gyógyszerész, Zala vármegyei bizottsági tag, a "Nova és Vidéke Takarékpénztár Részvénytársaság" vezérigazgatója. Vecsey Gyuláné Persay Vilmának az elsőfokú unokatestvére dr. persai Persay Ferenc (1854-1937) Bars vármegye alispánja, jogász. Anyai ágon dr. Vecsey Gyuláné Persay Vilma asszonyság az ősrégi tápióbicskei Bitskey család leszármazottja volt; az anyai nagyanyai dédszülei ifjabb nemes Takáts Ádám, (1758–1812), tápióbicskei földbirtokos és bicskei Bitskey Albigail (1758-1846) voltak. Vecsey Gyula és Persay Vilma frigyéből született:
- somlóaljai Vecsey Géza Béla Aladár (Gödöllő, 1871. december 14.), honvédfőhadnagy. Felesége: nagyúri Szentmihályi Ilona.
- somlóaljai Vecsey Miklós (Gödöllő, 1874. február 16.–Gödöllő, 1874. március 11.)
- somlóaljai Vecsey Zoltán Győző (Gödöllő, 1875. február 9.–Gödöllő, 1877. április 10.)
- somlóaljai Vecsey Szeréna Mária (Gödöllő, 1879. november 4.–Budapest, 1956. február 10.).[11] Férje: Nagy Elemér, gyógyszerész.